# Avenida General Sarmiento

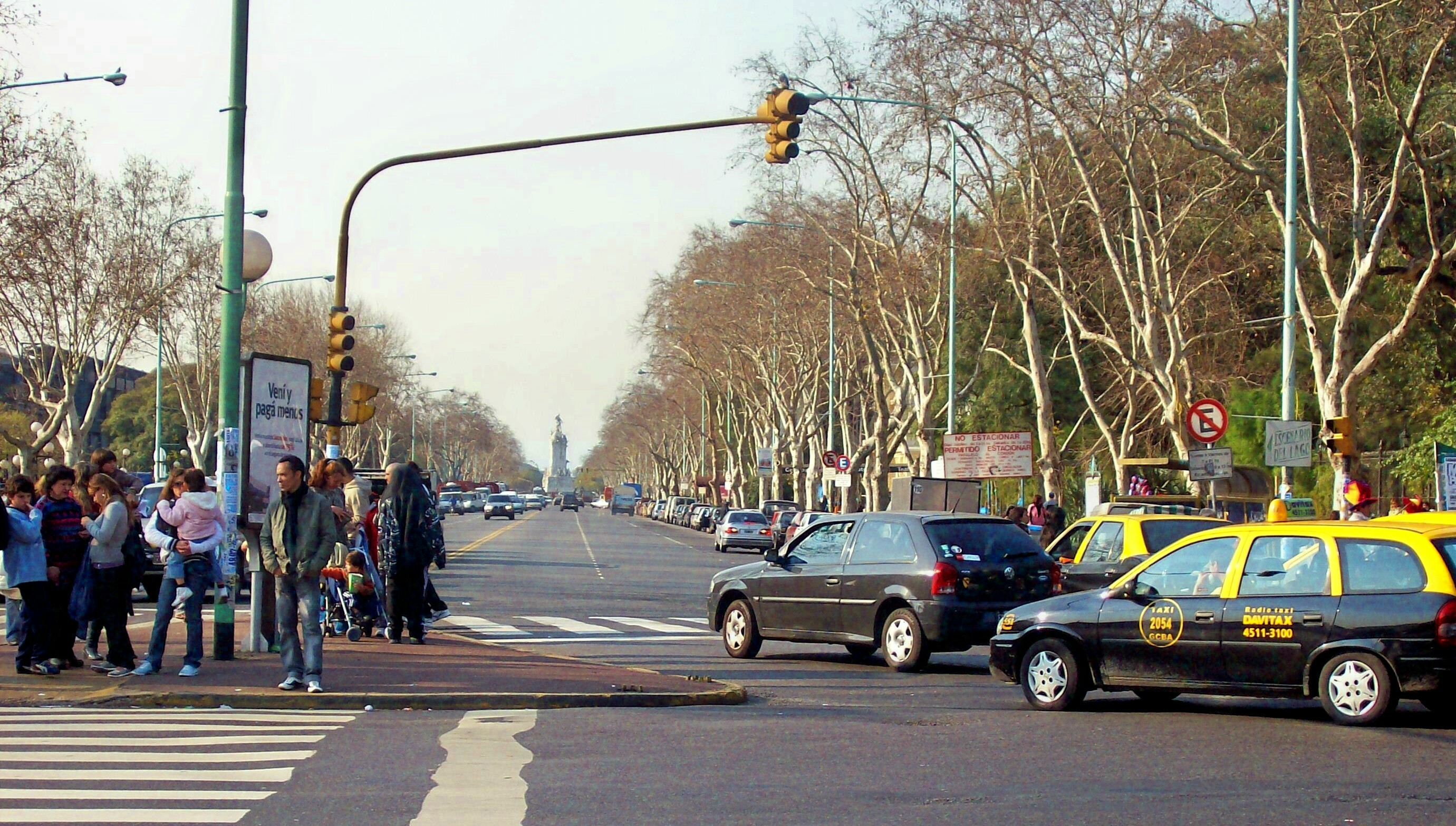
Avenida Sarmiento vue depuis la Plaza Italia

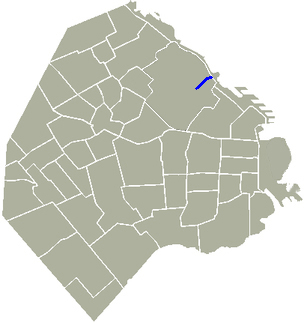
Av. Gral. Sarmiento au sein de la ville de Buenos Aires

L'Avenida General Sarmiento, connue aussi comme Avenida Sarmiento est une importante artère de la ville de Buenos Aires en Argentine.

## Parcours
Sur la totalité de son parcours, l'avenue est entourée de vastes zones de parcs, de jardins et de places. Elle traverse du sud-ouest au nord-est l'entièreté du barrio de Palermo. Sur son trajet, à l'intersection avec l'Avenida del Libertador, se trouve le remarquable Monumento de los españoles (Monument des espagnols).
L'avenue se trouve intégralement dans le quartier ou barrio de Palermo.
Elle naît au niveau de l'Avenida Santa Fe, au nord de la Plaza Italia et se termine dans l'Avenida Costanera Rafael Obligado, sur la rive sud du Río de la Plata, à côté de l'aeroparque Jorge Newbery et du circuito KDT. Sa longueur est de plus ou moins 2 000 mètres. Elle connecte les avenidas Costanera Rafael Obligado, del Libertador, Figueroa Alcorta, Leopoldo Lugones et Santa Fe, entre autres.

## Galerie

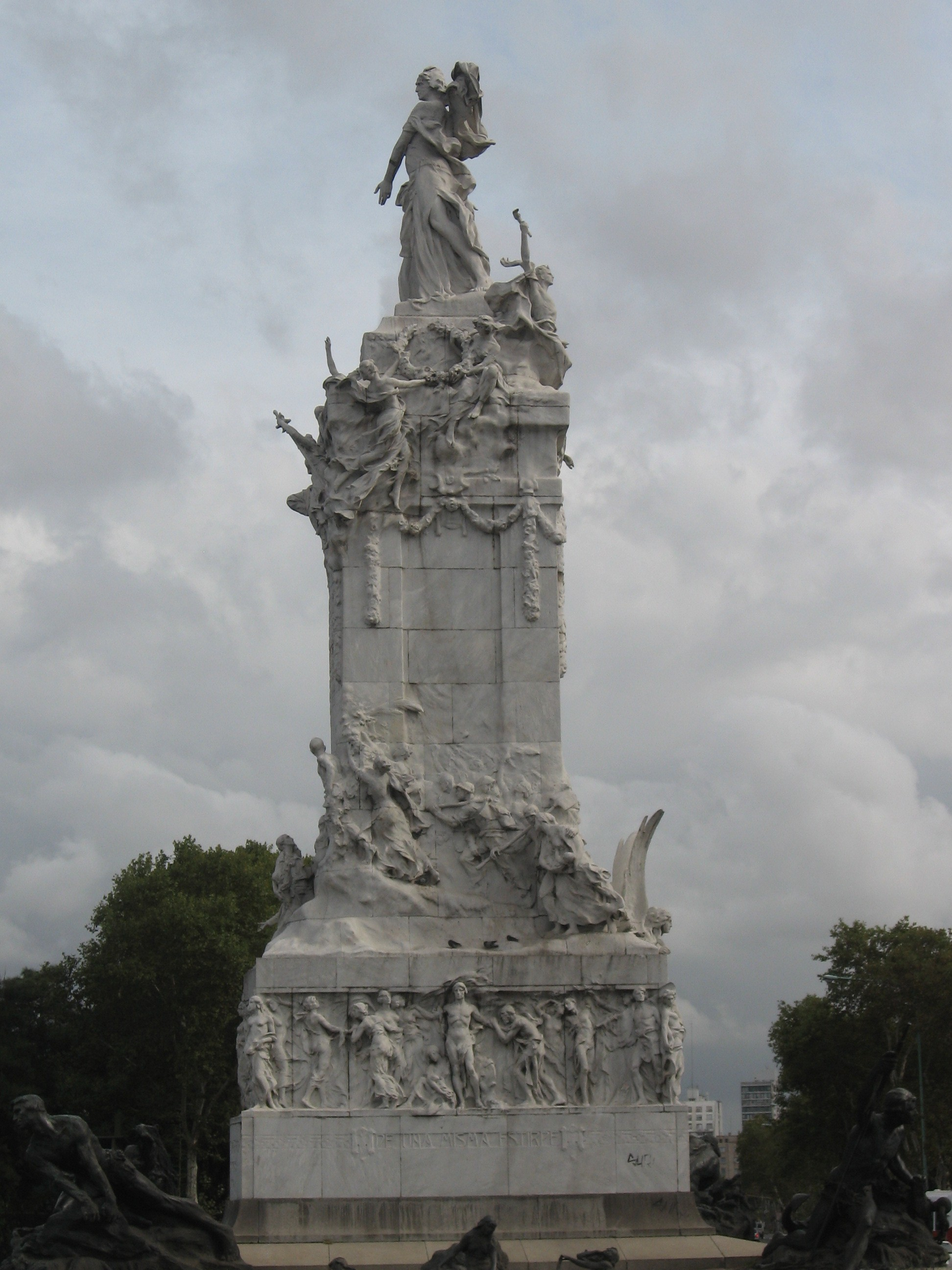
Le Monumento de los españoles, au croisement avec l'Avenida del Libertador.
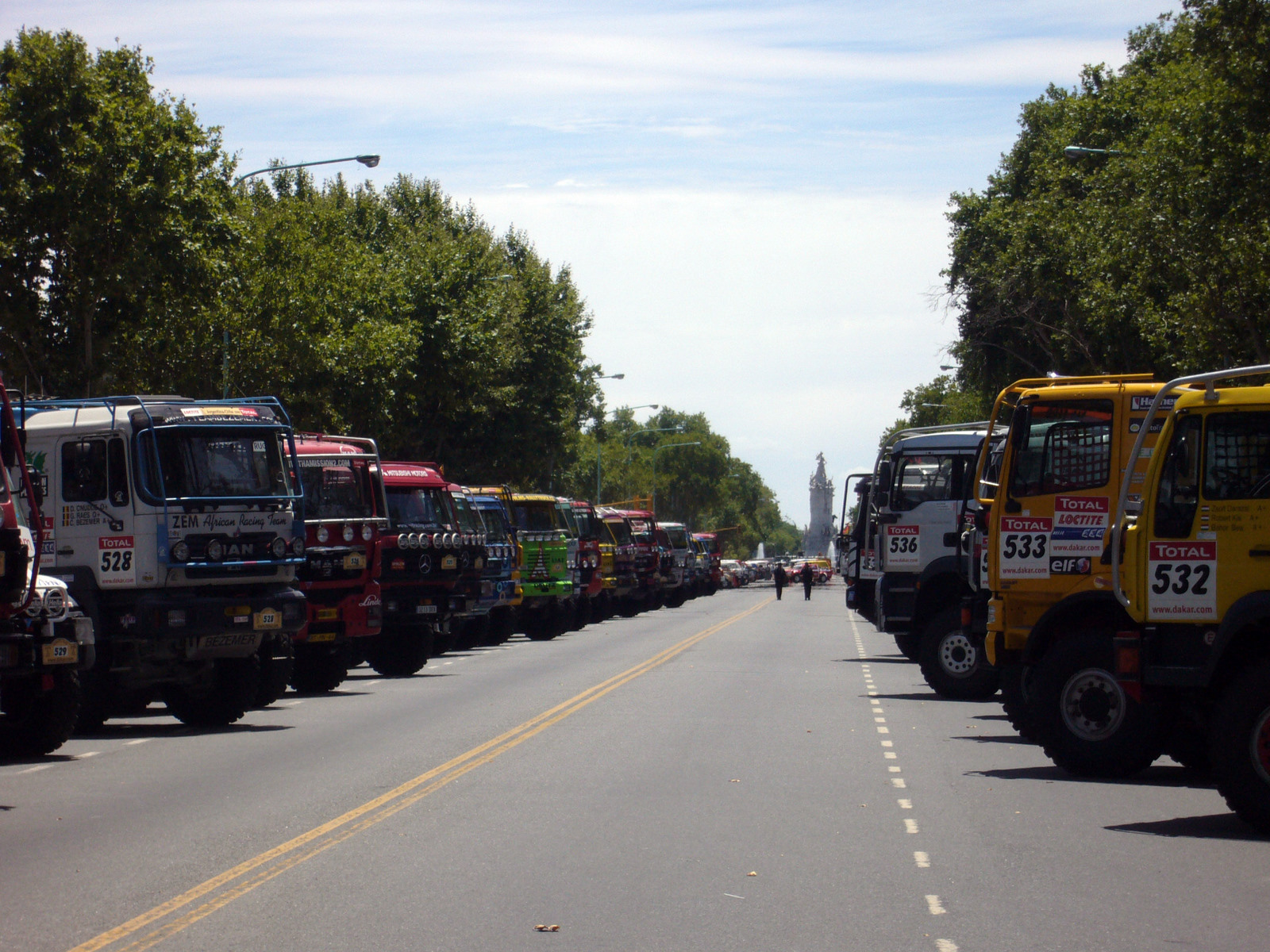
Camions du Dakar 2009, stationnés dans l'avenue. Au fond : le Monumento de los españoles.